# بيلي ريد
بيلي ريد (بالإنجليزية: Billy Reed)‏ (25 يناير 1928 في المملكة المتحدة - 1 يناير 2003) هو مدرب كرة قدم ولاعب كرة قدم بريطاني في مركز الهجوم. لعب مع إيبسويتش تاون وبرايتون أند هوف ألبيون وسوانزي سيتي وكارديف سيتي ونادي ووستر سيتي وAbergavenny Thursdays F.C. ‏.

## وصلات خارجية
- بيلي ريد على موقع قاعدة بيانات كرة القدم.إي يو (الإنجليزية)